# Hauptbibliothek der Judaistik

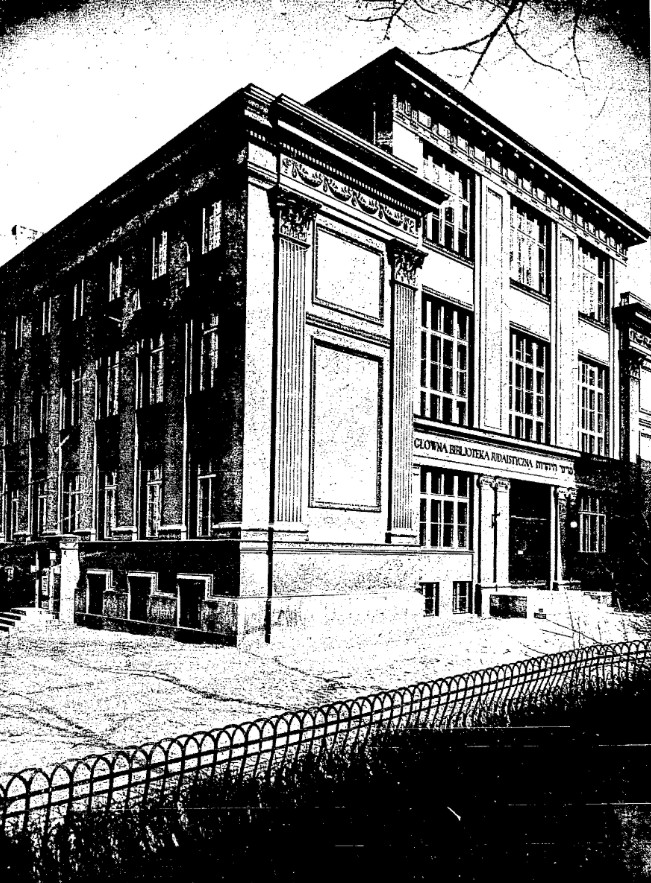
Das Gebäude der Hauptbibliothek der Judaistik, errichtet in den Jahren 1928–1936 an der Tłomackie-Straße 3/5 nach dem Projekt von Edward Eber

Die Hauptbibliothek der Judaistik (pol. Główna Biblioteka Judaistyczna) beziehungsweise die Zentralbibliothek der Judaistik (Centralna Biblioteka Judaistyczna) war eine Bibliothek in Warschau, deren Bestand die Sammlungen mit dem Schwerpunkt Judaistik und die Geschichte der Juden in Polen umfasste. Die Sammlungen gingen im Zweiten Weltkrieg verloren, das Gebäude ist erhalten geblieben.

## Geschichte
Die Bibliothek wurde in den Jahren 1879–1880 als Bibliothek der Großen Synagoge von Warschau auf Initiative Ludwik Natansons gegründet. Das Projekt zur Errichtung der Bibliothek stellte er schon im Jahre 1860 vor. Ihre Gründung wurde durch eine öffentliche Spendensammlung finanziert. Ihr Bestehen unterstützten später sowohl der Synagogenausschuss als auch Privatpersonen. Bis 1914 bestand bei der Bibliothek die Historikerkommission, deren Aufgabe es war, den Bestand zu erweitern, vor allem durch Archivdokumente von Kehillahs und verschiedenen Handschriften. Leiter der Kommissionarbeiten war Samuel Poznański. Jahrelang arbeitete hier als Bibliothekar Mojżesz Moszkowski.
1927 begann auf Initiative von Mojżesz Schorr der Bau eines neuen Gebäudes der Bibliothek. Es wurde in den Jahren 1928–1936 an der Tłomackie-Straße 3/5 nach dem Projekt von Edward Eber errichtet. Dort befand sich auch der Sitz des Instituts für Judaistische Wissenschaften (Instytut Nauk Judaistycznych). Das Gebäude wurde im Stil des modernisierten Späthistorismus entworfen und steht mit der Großen Synagoge in Verbindung.
Ab November 1940 bis März 1942 war das Bibliotheksgebäude ein Teil des Warschauer Ghettos. Es beinhaltete den Sitz der Jüdischen Sozialen Selbsthilfe (Żydowska Samopomoc Społeczna), ein Büro der Rückführungskommission (punkt etapowy) für die aus Deutschland ausgesiedelten Juden, und ein Lager mit den aus dem Ghetto entwendeten Möbeln. Das Gebäude überlebte, obwohl etwas beschädigt, sowohl den Aufstand im Warschauer Ghetto als auch den Warschauer Aufstand. Die Bibliothekssammlungen wurden von den Deutschen entwendet. Nach dem Krieg kamen einige Bestände nach Warschau zurück (laut einer anderen Quelle verlor aber die Bibliothek 100 % ihrer Sammlungen, das heißt 40.000 Einheiten).
Nach der Sprengung der Großen Synagoge am 16. Mai 1943 brach in der Bibliothek ein Brand aus, dessen Spuren auf dem Fußboden in der Halle im Erdgeschoss zu sehen sind. Bis zur Wiederherstellung des alten Namens Tłomackie-Straße in den 1980er Jahren hatte das Gebäude die Adresse Świerczewskiego-Allee 79.
Heute befindet sich das Jüdische Historische Institut im ehemaligen Bibliotheksgebäude.

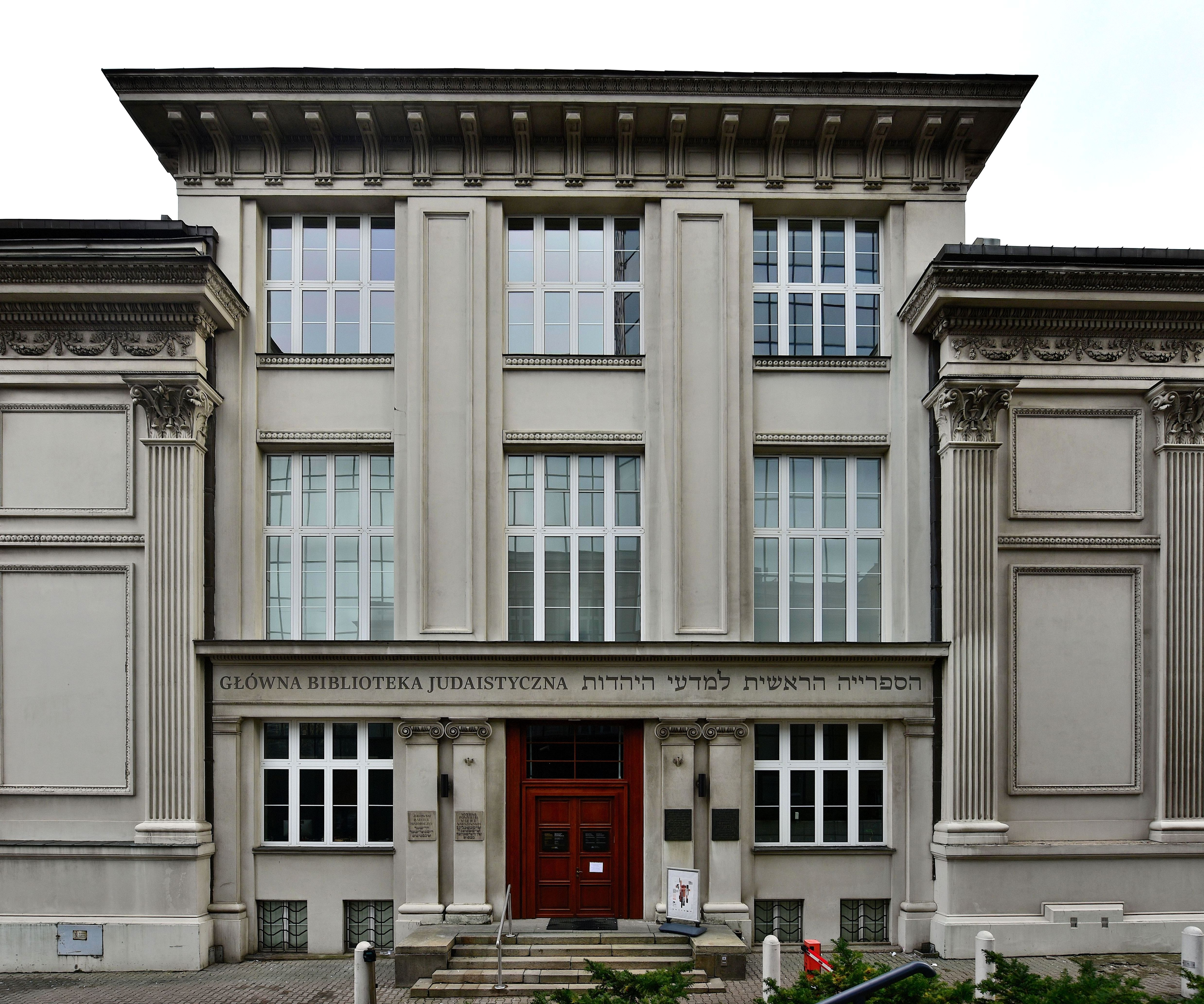
Fassade des Gebäudes mit der im Jahre 2016 rekonstruierten Inschrift in polnischer und hebräischer Sprache

Seit 2008 erinnert eines der Denkmäler der Grenzen des Warschauer Ghettos (an der Ecke der Bielańska-Straße/Antoniego-Corazziego-Straße) an einen Teil des Ghettos, in dem sich in den Jahren 1940–1942 u. a. die Hauptbibliothek der Judaistik und die Große Synagoge befanden.
Im Mai 2016 wurde über dem Haupteingang zum Gebäude die Inschrift aus der Vorkriegszeit Główna Biblioteka Judaistyczna in polnischer und hebräischer Sprache rekonstruiert.
Eine Fortsetzung der Bibliothek stellt das Internetportal "Centralna Biblioteka Judaistyczna" dar.